# 庆安寺塔
庆安寺塔位于中国陕西省渭南市临渭区交斜镇，又名来化塔，2006年被列为第六批全国重点文物保护单位。
庆安寺塔始建于唐，北宋重修，明嘉靖三十四年（1555年）大地震被震毁，嘉靖三十七年按原制重建。庆安寺塔为楼阁式空心砖塔，平面呈方形，共九层，高30米，底层边长6米，塔身一二层檐下有仿木斗栱，三层以上无斗拱。底层在南面辟一券门，二层以上每层四面均有券门或券龛。